# أماندا هودجكينسون
أماندا هودجكينسون (بالإنجليزية: Amanda Hodgkinson)‏ (25 أكتوبر 1965، مقاطعة سومرست في المملكة المتحدة)؛ كاتِبة وروائية بريطانية. درست في جامعة إيست أنجليا.